# アリスのレストラン
『アリスのレストラン』（Alice's Restaurant）は、アーサー・ペン監督による1969年公開のアメリカ合衆国のコメディ映画である。 

## あらすじ
ヒッピーのアーロは、ロッキー・マウンテン・カレッジに入学するもほどなくして退学し、友人のロジャーとアリスとともに感謝祭を過ごすことにした。ところで、アリスは夫のレイとともにレストランを経営しており、このレストランにはヒッピーたちがたむろしていた。
ある日、アーロはごみの不法投棄で警察に逮捕され、この町の50年間の歴史における最悪の犯罪者ということで罰金50ドルを科される。
その後、アーロはマリーと恋人同士になるも、徴兵検査の通達が来る。検査を逃れるべく、アーロは殺人鬼のふりをしようとするもうまくいかず、最終検査の際に先の不法投棄のことを告げたことで兵役を免除される。

## キャスト
| 役名             | 俳優                       | 日本語吹替 |
| 役名             | 俳優                       | TBS版 |
| ---------------- | -------------------------- | --- |
| アーロ・ガスリー | アーロ・ガスリー           | 古川登志夫 |
| アリス           | パット・クイン             | 平井道子 |
| レイ             | ジェームズ・ブロデリック   | 嶋俊介 |
| シェリー         | マイケル・マックラネイサン | 井口成人 |
| ロジャー         | ジェフ・アウトロー         | 土師孝也 |
| オービー警部     | ウィリアム・オバンハイン   | 神山卓三 |
| 不明 その他      |                            | 大池育子 青木めい子 槇美阿里 青木和代 岸野一彦 村松康雄 宮下勝 兼本新吾 千田光男 若本紀昭 熊倉重之 三景啓司 大山高男 塩沢兼人 黄恵華 立石恭子 |
|                  |                            | |
| 演出             | 演出                       | 福永莞爾 |
| 翻訳             | 翻訳                       | 宝輪京子 |
| 効果             |                            | |
| 調整             | 調整                       | 遠西勝三 |
| 制作             | 制作                       | 千代田プロダクション |
| 解説             |                            | |
| 初回放送         | 初回放送                   | 1976年4月10日 『土曜ロードショー』 |